# Mionectes striaticollis
El mosquero gorgiestriado (Mionectes striaticollis), también denominado atrapamoscas estriado (en Colombia), mionectes estriado (en Colombia), mosquerito cuellilistado (en Ecuador), mosquerito de cuello listado (en Perú) o mosquerito de cuello rayado, es una especie de ave paseriforme de la familia Tyrannidae perteneciente al género Mionectes. Es nativo de regiones andinas del noroeste y oeste de América del Sur.

## Distribución y hábitat
Se distribuye a lo largo de la cordillera de los Andes desde el noroeste y centro de Colombia, hacia el sur por Ecuador, Perú, hasta el centro de Bolivia.
Esta especie es considerada bastante común en su hábitat natural: el sotobosque y los bordes de selvas húmedas montanas y crecimientos secundarios, principalmente en altitudes entre 1200 y 1700 m.

## Sistemática

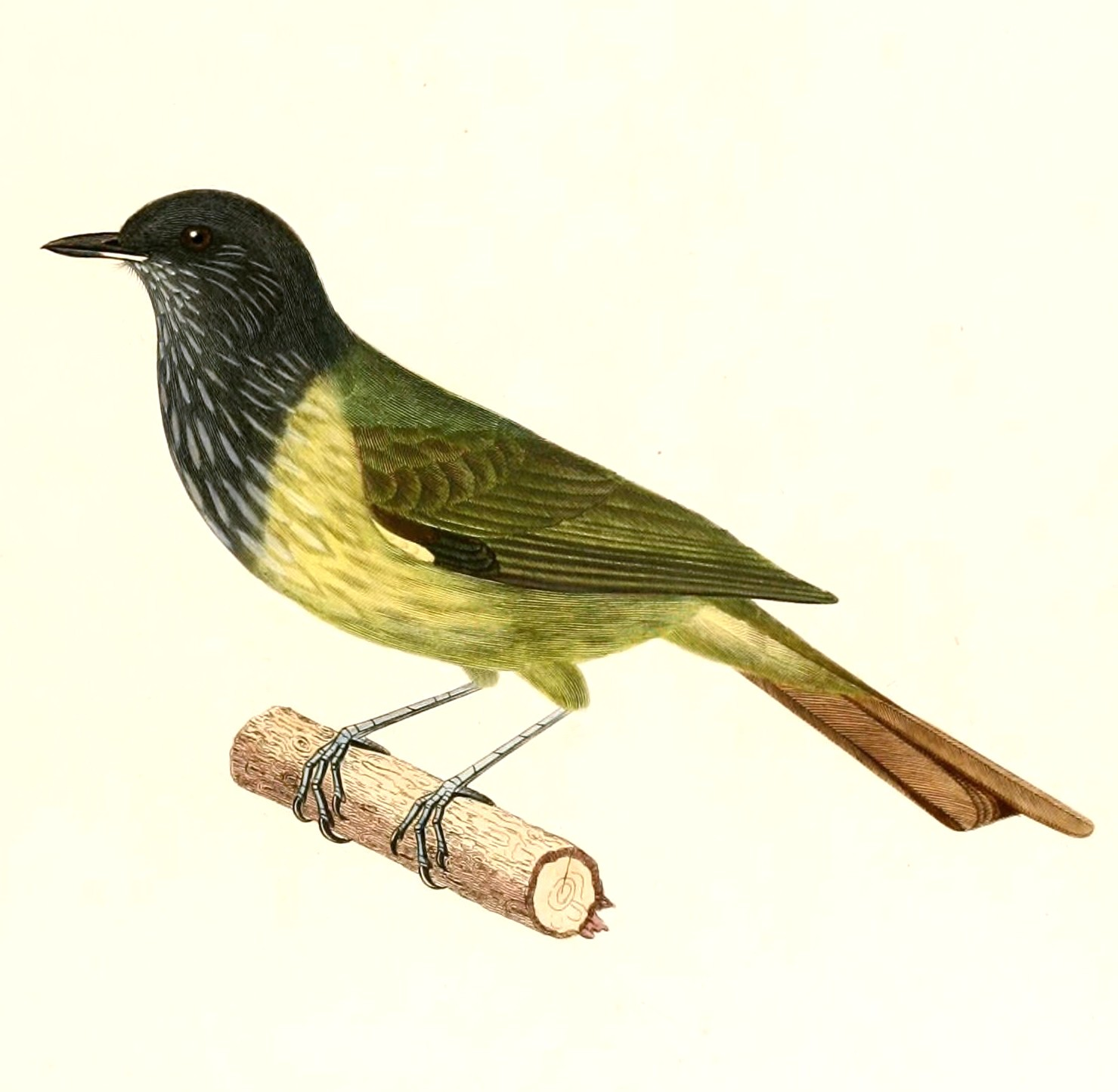
Muscicapa striaticollis, ilustración en d'Orbigny Voyage dans l'Amérique méridionale, 1847.

### Descripción original
La especie M. striaticollis fue descrita por primera vez por los ornitólogos franceses Alcide d'Orbigny y Frédéric de Lafresnaye en 1837 bajo el nombre científico Muscicapa striaticollis; su localidad tipo es: «Yuracares, Bolivia».

### Etimología
El nombre genérico masculino «Mionectes» deriva del griego «meionektēs» que significa ‘pequeño’, ‘que sufrió pérdidas’; y el nombre de la especie «striaticollis» se compone de las palabras del latín «striatus» que significa ‘estriado’, y «collis» que significa ‘de garganta’.

### Taxonomía
Las formas descritas M. s. poliocephalus Tschudi, 1844, y M. s. selvae Meyer de Schauensee, 1952, se consideran sinónimos de la nominal y de columbianus, respectivamente.

### Subespecies
Según las clasificaciones del Congreso Ornitológico Internacional (IOC)  y Clements Checklist/eBird v.2021 se reconocen cuatro subespecies, con su correspondiente distribución geográfica:
- Mionectes striaticollis columbianus Chapman, 1919 – Andes del este de Colombia y este de Ecuador.
- Mionectes striaticollis viridiceps Chapman, 1924 – extremo suroeste de Colombia (oeste de Nariño) y oeste de Ecuador.
- Mionectes striaticollis palamblae Chapman, 1927 – Andes del norte de Perú (desde Piura al sur hasta Huánuco).
- Mionectes striaticollis striaticollis (d'Orbigny & Lafresnaye) 1837 – Andes del centro de Perú hasta el oeste de Bolivia (oeste de Santa Cruz).